# Canon EOS 5DS
La Canon EOS 5DS i EOS 5DS R (conegudes com a EOS 5Ds i EOS 5Ds R al Japó) són dues càmeres rèflex digitals de 35 mm (Full Frame) fabricades per Canon. Aquestes, van ser anunciades el 6 de febrer de 2015 amb un preu de venda suggerit de 3.799€ i 3.999€ respectivament.
Aquests dos models només difereixen, en el fet que el sensor de la 5Ds R té el filtre òptic de pas baix (OLPF) desactivat per a oferir la nitidesa més gran possible en aquells escenaris en els quals és necessària i el moaré no és un problema.
Aquests models són molt utilitzats per treballar en un estudi fotogràfic i per aquells fotògrafs que necessiten realitzar ampliacions molt grans.
Canon va declarar que tant la 5DS com la 5DS R no substituiran l'antiga EOS 5D Mark III; per tant, tant la 5DS com la 5DS R tindran noves posicions en la línia de càmeres SLR de Canon.
El fotògraf Martí Sans, utilitza el model "R" pels seus treballs de fotografia de producte en estudi, com la campanya publicitaria d'Inèdit Damm o Raimat.

## Característiques[2]
Les seves característiques més destacades són:
- Sensor d'imatge CMOS Full Frame de 50,6 megapíxels
- Processador d'imatge Dual DIGIC 6
- 61 punts d'autoenfocament / 41 punts en creu
- Enfocament amb detecció de cara
- Disparo continu de 5 fotogrames per segon
- Sensibilitat ISO 100 - 6.400 (ampliable fins a L: 50, H1: 12.800)
- Gravació de vídeo: FULL HD 1080p a 25/30 fps
- Gravació de vídeo: HD 720p a 50/60 fps
- Gravació de vídeo time lapse a Full HD 1080p
- Pantalla LCD de 3,2" d'1.040.000 píxels
- Bateria LP-E6N
- Entrada de Jack de 3,5mm per a micròfons externs o gravadores i entrada d'auriculars
- Protecció contra esquitxades i pols estàndard[6]
- Revestiment antireflector: Minimitza els reflexos i vel òptic, per entorns amb una elevada lluminositat ambiental
- Sensor de medició RGB+IR de 150.000 píxels

Malgrat la gran resolució, potència d'emmagatzematge i processament relacionada, aquestes càmeres no graven vídeo 4K ni vídeo de 1080p d'alta velocitat de fotogrames.
Tampoc incorporen Wi-Fi ni Bluetooth, per la transferència de fotografies.

## Diferències respecte a la 5D Mark III[7]
- Resolució del sensor d'imatge: 50,6 megapíxels, en lloc de 22,3 megapíxels
- Sensibilitat ISO: Fins a ISO 6.400, en lloc de 25.600
- FPS: 5 fps, en lloc de 6 fps
- Processador Dual Digic 6, en lloc del Digic 5+
- Connectors: USB 3.0, en lloc de USB 2.0.
- Protecció contra esquitxades i pols estàndard, no tant estanca com la 5D Mark III[8]
- Accepta targetes compact flash, en lloc de només SD

## Actualitzacions
El 2020 Canon, va llançar l'actualització de firmware V1.1.1, la qual va corregir un problema que apareixia quan s'utilitzaven determinades targetes Compact Flash, el qual feia que la càmera, trigues uns cinc segons a encendre. I també corregeix l'error 70, que apareixia amb algunes combinacions de paràmetres.

## Inclòs a la caixa
- Càmera EOS 5DS o 5DS R
- Corretja ampla
- Bateria LP-E6N
- Carregador de bateria LC-E6E
- Ocular EG
- Protector del cable
- CD EOS Digital Solution

## Accessoris compatibles
- Tots els objectius amb muntura EF
- Flaixos amb muntura Canon
- Micròfons amb entrada de Jack 3,5 mm
- Targetes de memòria SD, SDHC i SDXC
- Targetes de memòria compact Flash
- Empunyadura BG-E11
- Cable mini HDMI (tipus C)
- Canon Wi-Fi Adapter W-E1